# Иван Соколов
Иван Вълчев Соколов е български национал-революционер, един от борците за Освобождението на България.

## Биография
Роден е на 6 декември 1844 г. в с. Върба, Радомирско. Баща му, Вълчо, е от Горна Джумая, която напуска поради спречкване с турци. Майка му, Анна, е от Върба.
Учи в местното училище основано през 1840 г. На десетгодишна възраст е даден аргатин на радомирския кадия – цариградски турчин. През 1859 г. кадията е уволнен и заминава за Цариград, като взема и малкия Иван с намерение да го потурчи. Иван Соколов успява да избяга и след много премеждия се свързва със свои земляци. С помощта на Драган Цанков е настанен в униятското училище в Цариград на пълен пансион. Същото завършва след три години с пълно отличие. През 1862 е изпратен от Драган Цанков да продължи образованието си в Загреб на издръжка на Йосиф Щросмайер.
През 1867 напуска гимназията и постъпва във II българска легия в Белград. Сближава се с Панайот Хитов, Васил Левски, Иван Кършовски и други български патриоти. След разтурянето на легията отива в Букурещ. Работи в печатницата на в. ”Народност” – орган на БРЦК, както и в мушията на Янко Пеев край Бекет. През март 1870 година е аресуван от османските власти във Видинско, където набира работници за мушията на Пеев. Изпратен е в София, където по-късно е освободен.
През 1871 г. заминава да учи в педагогическото училище в Щип с цел да се запознае с известната за времето си звучна метода на училищно обучение. От 1871 учителствува в Самоков, прилага звучната метода на обучение, усвоена от Йосиф Ковачев в Щип. Установява връзка с Левски при изграждането на Вътрешната революционна организация. Поддържа близки връзки с архимандрит Зиновий Поппетров, с когото се познават от Белград. Двамата обмислят организирането на комитети в Радомир и околните села. През 1875 по настояване на Тодор Каблешков и Константин Величков е учител в Пазарджик. 

## Участие в Априлското въстание
Включва се активно в подготовката на Априлското въстание 1876, а в Радомир остава да действа архимандрит Зиновий Поппетров, който през този период организира Таен революционен комитет.
Иван Соколов е представител на въстаниците от Пазарджик на Оборищенското събрание, където провежда клетвата. "Аз сам проведох тази клетва на представителите на Оборище и те повтаряха думите, които аз произнасях” – пише в спомените си Соколов. Участва и в комисията по изработване план на въстанието и Прокламация – възвание към българския народ.  По време на заседанието се явява като главно лице на демократичната опозиция срещу авторитарността на Бенковски; протестира енергично последният да получи пълномощие. Според самият Бенковски  смисъла на това пълномощие е, че нему и на другарите му "се дава право да дигат въстание, когато намерят за добре, от тях да зависи да избират войводи, с една реч — тия да разполагат със съдбата на населението." Според Соколов това искане на Бенковски е "произвол и похищение на човешки правдини."  Според Захари Стоянов, Соколов изказва мнението, че Българският народ ламти да се освободи от един тиранин, а ще налети на други. Бенковски обаче поставя ултиматум на делегатите,  да му гласуват пълномощието или ще ги изостави; болшинството гласува пълномощиeто и Соколов остава самотен в качеството си на опозиция. Впоследствие и той самият подписва пълномощието на Бенковски. По време на въстанието отговаря за военното ръководство на въстаническото действие в Панагюрище. След потушаване на въстанието успява да се прехвърли в Одеса.

## Участие в руско-турската освободителна война
На 10.04 1877 г. Иван Соколов е зачислен в шеста опълченска дружина, трета рота. Участва в Освободителната война от първия до последния ден. Участва в боевете на Шипка и Шейново. За проявена храброст в боевете е произведен в офицерски чин – подпоручик, награден е с медал за участие в опълчението, медал в памет на освобождението от признателното отечество, Кръст за храброст IV степен, орден ” Св. Александър“ V степен.

## След освобождението
След Освобождението, по настояване на архимандрит Зиновий Поппетров, Иван Соколов се завръща в Радомир. Включва се активно в изграждането на общинската администрация и при решаването на насъщните проблеми на населението в града и околията.
Същата година се завръща в Пазарджик. През 1884 г. е назначен с чин капитан за началник на румелийската полиция в гр. Пловдив. Включва се в борбата за Съединение на Княжество България с Източна Румелия, по-късно – в македоно-одринското революционно движение. Участва в Сръбско-българската война от 1885. Повишен е в чин майор и назначен за окръжен военен командир и командир на Пети резервен полк в гр. Пазарджик. Уволнен на 20 май 1892 г. и пенсиониран. Като пенсионер Иван Соколов продължава да работи с жар за защита интересите на своята родина. Включва се при събирането и уточняване сведенията за Априлското въстание от 1876 г. и оказва помощ при написването на тритомната история от Димитър Страшимиров. Неговия дом в Пазарджик е център на македонските дейци, а той е председател на македонското дружество в града.
Умира на 9 март 1907 в Пазарджик.